# Парамонова, Кира Константиновна
Кира Константиновна Парамонова (4 июня 1916 — 19 октября 2005) — советский и российский киновед, педагог. Доктор искусствоведения, профессор. Заслуженный деятель искусств РСФСР (1969).

## Биография
В 1938 году окончила Московский государственный педагогический институт А. С. Бубнова, в 1941 году — аспирантуру по кафедре русской литературы того же института.
В кино работала с 1942 года в должности старшего редактора Комитета по делам кинематографии при Совнаркоме СССР. В 1943 году вступила в ВКП(б). В 1944—1950 годах работала начальником сценарного отдела киностудии им. М. Горького, в 1950—1956 годах — главным редактором Главного управления по производству фильмов Министерства культуры СССР.
С 1958 года — на педагогической работе. До 1963 года и с 1968 по 1982 год была заведующей кафедрой кинодраматурги Всесоюзного государственного института кинематографии. В 1973 году защитила диссертацию на соискание учёной степени доктора искусствоведения на тему «Проблемы детского кино».
Многие годы руководила сценарной мастерской. Среди её учеников — Сергей Бодров, Аркадий Высоцкий, Аркадий Инин, Роман Качанов, Рената Литвинова, Валерий Тодоровский, Валентин Черных и многие другие.
Читала также курсы лекций по кинодраматургии (1966—1967) и по истории детского кино (1972—1973) на Высших курсах сценаристов и режиссёров.
С 1960 года — в руководстве Международного центра фильмов для детей и молодежи (СИФЕЖ), Монреаль, Канада, с 1975 года — президент СИФЕЖа.
Публиковалась по вопросам киноискусства с 1940-х годов. Автор ряда книг и около 200 научных работ.
Член Союза кинематографистов России.
Кавалер Ордена Дружбы (1996).
Умерла 19 октября 2005 года в Москве. Похоронена на Новом Донском кладбище, участок № 1.